# Островът на лемурите: Мадагаскар
„Островът на лемурите: Мадагаскар“ (на английски: Island of Lemurs: Madagascar) е документален филм на режисьора Дейвид Дъглас за лемурите от Мадагаскар. Филмът е пуснат чрез „Уорнър Брос“ на 4 април 2014 г. Разказвач е Морган Фрийман.